# Test (teológia)
Test – a keresztény teológiai antropológia egyik alapfogalma. Az egész ember, teljes fizikai és egzisztenciális valójában mint Isten teremtménye, az életfunkciók és szellemi képességek lakhelye, mely a biológiai halál után a feltámadásig Isten ítéletére várva pihen. A feltámadásban az emberi test megújulva mennyei testté lesz, mely lényegét és jegyeit tekintve nem egyezik meg a halandó testtel. A testet jelölő görög szarksz és szóma szavak Pál apostol gondolkodásának meghatározó kifejezései. A páli teológia látásmódja kiegészítve a platóni és arisztotelészi filozófiát jelentősen befolyásolja a nyugat filozófiai antropológiáját, különösen René Descartes gondolkodásában.

## Test és lélek az Ószövetségben
A héber által leggyakrabban használt test (bászár) és lélek (nefes, ruáh) szavak nem állíthatóak párhuzamba a görög test (szarksz, szóma) és lélek (pszükhé) illetve szellem (pneuma) kifejezésekkel, melyek az Újszövetség szóhasználatán keresztül az első századok többnyire görög nyelvű keresztény filozófiájában fontos szerephez jutottak. Az ószövetségi zsidó felfogás nem teszi lehetővé az ember test és természet kétosztatú (dichotómikus: test és lélek) illetve háromosztatú (trichotómikus: test, lélek, szellem) leírását. Amikor Isten lelket lehel az emberbe, az az ószövetségi felfogás szerint nem valamilyen halhatatlan lélekrész elhelyezésének aktusát jelöli, hanem tulajdonképpen az életfunkciók összefogásának, irányításának képességét, mely a test biológiai halálával együtt bevégzi feladatát és megszűnik létezni. Az Ószövetség zsidó emberének felfogása gyökeresen eltér a görög műveltséget magába olvasztó keresztény filozófia elgondolásáétól, mely a halált és a feltámadást a test és lélekrészek elválásának és újraegyesülésének folyamataként értelmezte. Az Ószövetség teológiája ugyanis nem ismer semmilyen test-lélek dualizmust, és idegen tőle az a később, főleg hellén hatásra jelentkező gondolkodásmód is, mely a fizikai testet alacsonyabb rendűnek tartja a lélekrészekkel szemben. Az Ószövetségben egyedül Dániel próféta (a könyv feltehetőleg a Kre. 2. század derekán keletkezett, s régebbinek gondolván került a zsidó kánonba) beszél a holtak feltámadásáról (Dán. 12, 12) A görög nyelv, s így az újszövetségi görög is két szót használ a test leírására: a szóma és szarksz azonban egyaránt a test kifejezéssel fordítandóak magyar nyelvre, mivel a magyarban nem létezik az a megkülönböztetés, amelyre a görög lehetőséget ad.

## Etimológiai meghatározás

### Szarksz
Mindkét szónak előzményei vannak a prebiblikus nemkeresztény irodalomban. A görög nyelv a szarkszot (kezdetben többes számban – szárkész) általános értelemben használta az ember és az állatok testének megjelölésére, illetve azok izomzatának leírására. Epikurosznál árnyaltabb értelemben mint az érzékelés, és egyáltalán az érzékek lakhelyeként is megjelenik. A szó jelentése a századok folyamán tovább bővült, olyan értelemben, hogy a húson kívül kifejezetten a csontokat és a vért is értették alatta. A változások ellenére a szó megőrizte azt az eredeti értelmét, amely „biológiai objektumot” jelöl, és nem számol emellett a spiritualitás dimenzióival.

### Szóma
A szóma kifejezés írásos formában először Homérosz munkásságában jelenik meg, szóhasználatában a szóma még az emberi holttestet, vagy állati tetemet jelenti; a legismertebb görög színpadi szerzők, például Pindarosz és Euripidész drámáiban is erősen jelenik meg a szóma, mint a test életfunkciók nélküli interpretációja. Ez később jelentősen megváltozik, az újszövetségi görög iratokban megfigyelhető bizonyos tendencia a jelentésárnyalatok megkülönböztetését illetően.

### Újszövetségi használatuk
A szarksz értelme az újszövetségi görögben antropológiai vonatkozásban elsősorban a testre mint vegetatív funkciójú hústestre vonatkozik (2Kor. 12, 7; 2Pét. 2,10; Ef. 6, 12) A szarksz bővebb értelemben az emberi földi, halandó, tehát a mulandóságnak kiszolgáltatott létére utal. A szarksz megjelenik mint a testi vágyak hatóköre, a „bűn támadási pontja” az ember személyiségén belül. (1Kor. 2,14, Róm. 7, 18) Habár a szóma megőrizte azt a jelentését is, amellyel a fizikai testet (Mt. 5, 29) illetve az élettelen holttestet (Mt. 14, 12), ritkán pedig egy állati testét (Jak. 3,3) jelölik, teológiai értelemben új tartalommal töltődött, és ember testét nem csak mint biológiai egységet értelmezi, hanem mint személyiségének hordozóját (1Kor. 6, 20; 2Kor. 5, 10), mint dicsőséges (Fil. 3, 21) és nyomorúságos testet (uo. vö. Róm. 8, 10), amely a feltámadás és üdvösség, vagy elkárhozás kapcsán szintén előtérbe kerül.

## Test és a bűn

### Bűn a testben
Pál apostol szerint Jézus életének meg kell nyilvánulnia testünkben (szóma, 2Kor. 4, 10). Az emberi hústest olyan felfogása, mely csak mint az emberi lélekkel és szellemmel szemben alacsonyabb rendűnek azt, régóta létező felfogás. Ez Jézus idején és az őt követő három században virágkorát élő misztikus vallásoknak és ezen belül a kereszténységgel együtt fejlődő és teret nyerő gnosztikus mozgalmaknak, iskoláknak is meglehetősen kedvelt felfogása volt. Pál azonban korántsem így vélekedik az emberről, és az ember testéről. Az Újszövetség más íróitól eltérően Pál őrizkedik attól, hogy a szót a holttest jelölésére használja (vö. Mt. 27, 52.58k; Lk. 17, 37). A testnek tulajdonítja az ember egyik magasztos feladatát, az utódok nemzését is (Róm. 1, 24; 4, 19; 1Kor. 7, 4; 6-13-20) a teremtésben kapott parancs alapján. Az ember mulandó és esendő voltát, mindazt, ami csak emberi, főleg a bűnös életet nem a szómának, mint inkább a szarksznak tulajdonítja. A „bűntől megszállt hús” (Róm 7, 20) szolgaságba hajtotta a testet. Azóta van a „bűn teste” (Róm. 6, 6) éppúgy, mint a „bűn húsa” (Róm. 8, 3); a bűn igájába hajtja a testet (Róm. 6, 16) olyannyira, hogy maga a test is a halálba visz (Róm. 7, 24); megaláztatásra (Fil. 3, 21) és gyalázatra kényszerül (1Kor. 15, 43); tele van sóvárgással (Róm. 6, 12) és maga is testies cselekedeteket követ el (Róm. 8, 13).

### A test bűne és a feltámadás
Pál szerint a test három hatalomnak alávetett állapotában él, melyek a „húst” szolgaságba hajtották: ezek a törvény, a bűn, és a halál. Ebből a szemszögből a test már nem csupán a Teremtő kezei közül kikerült személyt fejezi ki, hanem a hús és a bűn rabságában sínylődő személy megnyilvánulása is. Pál - akinél a legátfogóbb szó, amely jellemzi az embert, a „szóma”-fogalom - kifejti, hogy eltérően a gyomortól, vagyis a múlandó hústól, amely nem örökölheti Isten országát (1. Kor. 15, 50), a testnek (szóma) fel kell támadnia, éppen úgy, ahogyan az Úr feltámadt. A szarksz-hústest visszatér a porba, az ember szellemi lényegét és istenképmásiságát is módon magán viselő szóma-test azonban feltámad a halálból. Pál apostol a feltámadás utáni emberi létet nem tudja fizikai test nélküli létként elképzelni – ellentétben a feltámadás korinthoszi tagadóival (1Kor. 15, 35). A feltámadott test persze már nem szóma pszühikon (érzéki test, 1Kor. 15, 50), amely a bűnt hordoz magában, hanem szóma pneumatikon (lelki test) és szóma dokszész (dicsőséges test). Ezért kézenfekvő volt a szómát ama formaként értelmezni, amely különböző anyagból – érzékiből és pneumatikusból is – kialakítható; s 1Kor. 15, 35 kk. erre az értelmezésre ad lehetőséget. Amikor Pál arra buzdít, hogy „szánjátok oda testeteket (szóma) élő és szent áldozatul, amely tetszik az Istennek” (Róm. 12, 1), akkor világos, hogy test nem csak a fizikai testet jelöli, hanem ezen az ember teljes lényét kell értenünk

## Krisztus teste

### Az istenség és az ember különbsége
„Boldog vagy Simon, Jóna fia, mert nem test (szarksz) és vér fedte ezt fel előtted, hanem az én mennyei Atyám.” (Mt. 16, 17). Jézus válasza ez arra a Péter apostol által mondott vallástételre, mely Jézust az élő Isten Fiának nevezi. E Máté evangéliumában található mondat két szava (test és vér) tulajdonképpen az ember saját erőit jelölő hebraizmusok, vagyis test és a vér naturalisztikus megfelelői egyetlen szónak: ember. Jézus szavai szerint Péter boldog lehet, mert nem ember, hanem maga Isten jelentette ezt ki vele. Az idézett jézusi mondatban tehát Isten és ember, ill. kettejük létminőségei és lehetőségei között tátongó hatalmas szakadékot érezhetjük. Eduard Schweizer megfogalmazása szerint a hús és a vér ellentétes fogalma maga Isten.

### Krisztus teste az úrvacsorában
Jézus az utolsó vacsora alkalmával, amely a zsidó húsvéti pészah vacsorának feleltethető meg, az ún. szereztetési igékben (Mt. 26, 26 b-28) beszél testének mint kenyérnek a mitikus megtöréséről és átadásáról. A pészach vacsora legfontosabb mozzanata Izraelnek az Egyiptomból való szabadulásra való emlékezése. Azok, akik a zsidó húsvéti lakomából részesültek, nem csupán az atyák szabadulásának elbeszélését hallgatták, hanem saját szabadulásukat is megvalósulni látták. A Jézus testében való áldozati/úrvacsorai részesülés szintén a – szellemi-egzisztenciális értelemben vett – szabadulás egy mozzanatát jelképezi. Az „egyétek” kifejezés arra utal, hogy a jövőben azzal a kenyérrel kell táplálkozniuk, amely (jelenleg) az ő teste. ("Mert egy a kenyér, egy test vagyunk mindannyian, akik az egy kenyérből részesedünk." 1. Kor. 10, 17. Akik pedig nem a Krisztus teste szerinti közösség tagjai, kitétetnek annak a veszélynek, hogy amint Pál mondja, ördögöknek áldozzanak.)
A kenyér felett szokványosan elmondott áldó szavak helyébe új formula kerül: „ez az én testem”. A eredeti szövegben a szóma kifejezés helyett az is elképzelhető, hogy a szarksz állt, tekintettel arra, hogy az utóbbi kifejezésnek nagyobb jelentősége van a sémita nyelvekben. Az előttünk álló görög szöveg mindenesetre arról tanúskodik, hogy az a szimbolikus test, amit Jézus az utolsó vacsora alkalmával megtöretésre a magasba emelt, sokkal többet jelent annál, mintha a korabeli római és zsidó vádaknak megfelelően valamiféle „misztikus kannibalizmust” értene alatta bárki. A tanítványoknak ezzel táplálkozni annyi jelent, mint magukévá tenni az ügyet, amelyért mesterük meghalt. Az övéinek felajánlott kenyér szimbolizálja egyrészt szarksz-testet, amely megtörésre adatott ellenségeinek, másrészt a szóma-testet, amely a külső jegyek közvetítése révén minden, Krisztus áldozatát felidéző szertartásban közvetíti a bűnbocsánatot.

### A test temploma
Ugyancsak átvitt értelemben használja János evangéliuma a test szót, amikor a templom megtisztításának történetében (Jn. 2, 13-24) megjegyzi, hogy nem a jeruzsálemi Templomról, hanem testének templomáról beszélt, amikor a lerombolás és felépítés abszurdnak tűnő, háromnapos időtartamára tett kijelentései elhangoztak Jeruzsálemben. Itt a feltámadásra tett utalásként szintén a szóma-testtel találkozunk – a Jézus által felvetett párhuzam görög szövege a szóma használatával érzékelteti: a teljes személyiség (fizikális test, egyéniség és tudat) teljes együtteseként képzelhető csak el a test „újjáépítése”, ami a szarksszal nem adható vissza teljes tökéletességében.

### Krisztus teste mint a feltámadás reménye
Jézus emberként magára vette a hústestet is ("szómati tész szarkósz", Kol. 1, 22) amely alávetette őt a Törvénynek (Gal. 4, 4), Ezzel, hogy „bűnös testhez hasonló formában” (Róm. 8, 3) „átokká lett értünk” (Gal. 3, 13) végül a halál hatalmába jutott, de testi halála a bűn halála lett. Így halálával legyőzte azokat a hatalmakat, melyek az Atya akaratából az emberiség megváltásáért keresztre juttatták, és elveszítették erejüket (1. Kor. 2, 6.8) Jézus tehát kimondta az ítéletet a bűn fölött (Róm. 8, 3) és áldássá változtatta a Törvény átkát (Gal. 3, 13-14) testi szenvedése, halála és feltámadása által.